# 페테르 호른
페테르 호른(덴마크어: Peter Horn, 1915년 10월 15일 ~ 1983년 11월 1일)은 덴마크의 군인이다.
1937년 덴마크 육군 비행학교로부터 비행사 자격을 받았으며 1938년 10월 9일에는 소위 계급을 받았다. 1940년 겨울 전쟁에서는 핀란드 공군 비행사로 복무했다.
1941년 7월 8일 독일에 점령되어 있던 덴마크 정부로부터 독일 공군으로 복무하라는 명령을 받았고 1943년까지 동부 전선에서 복무했다.